# Локоттаравада
Локоттаравада (санскр. लोकोत्तरवाद, IAST: lokottaravāda, в будд. традиции — «проповедующие о потустороннем») — одна из более чем двадцати школ раннего буддизма, которая возникла после внутреннего раскола школы Махасангхика. Школа была образована в III веке до н. э и является ответвлением школы Экавьявахарика.
Центр школы Лакоттаравада был создан в Бамиане (Афганистан), он окончательно сформировался в I—II веках во время правления кушанского «императора» Канишки, по чьему приказу были созданы огромные статуи Будды, разрушенные в 2001 году талибами. В VIII—XII веках, во время правления царей династии Пала, монастыри локоттаравадинов существовали также в Магадхе и Бенгалии, о чём свидетельствует тибетский историк индийского буддизма XVI века Таранатха.
Учение Локоттаравады настаивает на «надмировой» природе Будды, согласно учению природа будд и бодхисаттв, а также дхарма и нирвана простираются в бесконечность (ананта). Впоследствии это утверждение признали истинным все школы ветви Махасангхика. Другими словами, приверженцы Лакоттаравады первыми обожествили Будду, объявив, что его материальное тело бесконечно и простирается над всем миром (лока) (этим можно объяснить создание громадных статуй Будды в районе Бамиана). Они утверждали, что Будды всезнающи, бессмертны и погружены в состояние самадхи, что они не говорят, но иллюзия их речи воздействует на живые существа. Локоттаравадины различали вещи эмпирические (лаукика) и сверхэмпирические, «надмировые» (локоттара).
Локоттаравадинами создано много текстов, среди которых можно выделить «Махавасту» (Великий сюжет), которую считали «Виная-питакой» махасангхиков. «Махавасту» содержит жизнеописание Будды и его предшественников. Текст «Махавасту» написан на гибридном санскрите во II—III веках.